# 財産権
財産権（ざいさんけん、英: property right）は、財産的価値を有する権利の総称。

## 財産権の意義
財産権には、所有権をはじめとする物権のほか、債権、社員権、さらに著作権や特許権などの無体財産権（知的財産権）、鉱業権や漁業権などの特別法上の権利を含む。財産法は、現行民法典でも一大分野を形成している。

## 財産権の保障

### 概説
市民革命期の憲法は、財産権の絶対的権利としての側面を強調しながら、正当な補償を条件として私有財産を公共のために収用することを認めていた。1789年のフランス人権宣言は、財産の所有を自由や安全、圧制への抵抗と並ぶ自然権と位置づけた（2条）。そして所有権を「侵すことのできない神聖な権利」と認め（17条）、他方で「適法に確認された公の必要が明白に要求する場合」には「正当かつ事前の補償」を条件に所有権の剥奪を肯定していた。
20世紀に入ると所有権の内容そのものが法律で規制されるとともに、所有権の行使は公共の福祉に適合することが明文で認められるようになった。1919年のヴァイマル憲法は第153条で「所有権は、憲法によって保障される。その内容及びその限界は、法律によって明らかにされる」（1項）と定め、また、「所有権は、義務を伴う。その行使は、同時に公共の福祉に役立つべきである」（3項）と定めていた。
第二次世界大戦後、資本主義体制をとる西欧諸国ではドイツ連邦共和国基本法第15条、イタリア共和国憲法第43条、1946年のフランス憲法（第四共和国憲法）前文第9項は、社会化や国有化のための財産権の制限について明文で規定している。一方、社会主義体制をとる国々の社会主義憲法では、例えば1977年のソビエト社会主義共和国連邦憲法（第13条第1項）は国家により保護される個人的所有を「勤労所得」を基礎として「日用品、個人の消費と便益にあてる物品、家内副業経営の物品、住宅、勤労貯蓄」に限定していた。

### 日本

#### 大日本帝国憲法（明治憲法）
大日本帝国憲法（明治憲法）は財産権の保障について27条に規定を置いていた。
大日本帝国憲法（明治憲法）は財産権の保障については規定を置いていたものの損失補償条項は存在せず、損失補償制度（損失補償の要否や補償額等）は全て法律以下の制定法の定めるところによっていた。
債権者の財産である債権については、1890年に明治23年法律第94号財産委棄法が制定されていた。同法は、民法典論争の結果1896年の民法改正に伴い制定された民法施行法によって、廃止された。
1900年の土地収用法（旧土地収用法）には、収用に際しての補償条項があり（第47条）、これに関する争いは通常裁判所の管轄と定められていた（第82条）。

#### 日本国憲法
日本国憲法は財産権の保障について29条に規定を置いている。
日本国憲法では財産権の保障だけでなく損失補償も憲法上の制度となった。

##### 財産権の保障（29条1項）
日本国憲法第29条第1項については、客観的法秩序としての私有財産制の制度的保障のみを認める趣旨であるとする説もあるが、多数説は私有財産制の制度的保障とともに個人が現に有する財産権をも個別的に保障していると解している。判例としては、最高裁が森林法共有林事件判決で「私有財産制度を保障しているのみでなく、社会的経済的活動の基礎をなす国民の個々の財産権につきこれを基本的人権として保障する」と判示している（最判昭和62年4月22日民集第41巻3号408頁）。
次に日本国憲法第29条第1項で保障される私有財産制の内容が問題となる。通説は日本国憲法は経済体制として資本主義をとるもので社会主義を排除していると解する。その理由としては、かりに憲法が個人の生存に不可欠な物的手段のみを保障しているなら社会主義国家の憲法のようにそれを明示しているはずであり、さらに日本国憲法第22条が営業の自由を保障していることが挙げられる。これに対し、財産権の究極の目標を生存権の保障と考えると制度的保障に生産手段の私有までを含める必要はないとして、議会民主主義に反する方法や無償没収は憲法の認めるところではないが、憲法29条3項の公用収用の方法により社会主義の実現が憲法上可能であるする説もある。なお、通説は日本国憲法は資本主義をとり社会主義を排除していると解するが、主要な西欧諸国の憲法が認めているように、公共の福祉を実現するために重要産業や基幹産業の国有化や社会化を行うことは憲法29条2項を根拠として憲法29条3項の正当な補償を条件に認められると解している。

##### 財産権の制限（29条2項）

###### 趣旨
日本国憲法第29条第2項により、財産権は公共の福祉の制約を受ける（第29条第2項）。最高裁は森林法共有林事件判決で第29条第2項について「社会全体の利益を考慮して財産権に対し制約を加える必要性が増大するに至ったため、立法府は公共の福祉に適合する限り財産権について規制を加えることができる、としているのである。」と判示している（最判昭和62年4月22日民集第41巻3号408頁）。

###### 規制目的二分論
前掲の森林法共有林事件判決の判旨から、財産権の規制は内在的制約と政策的制約あるいは消極的目的の規制と積極的目的の規制に二分されるとする「規制目的二分論」が唱えられてきた。。
- 内在的規制（消極目的規制） - 他者の生命・財産を守る消極目的による当然に受忍されるべき規制
  - 相隣関係（民法第209条等）
  - 食品の販売・管理（食品衛生法等）
  - 災害予防（消防法、宅地造成及び特定盛土等規制法等）
- 政策的規制（積極目的規制） - 社会政策・経済政策上の積極目的による規制
  - 私的独占の禁止・不正な取引の禁止（独占禁止法等）
  - 地主・家主の財産権の制限（借地借家法）

この論によれば、積極目的規制は、高度な政策的判断を要するので、立法府に広い裁量を認めることになる。平たく言えば、法律の違憲審査においては、その法律が積極目的規制に当たるならば、消極目的規制に当たる場合よりも緩やかな審査が行われる。
ただ、最高裁判所が、証券取引法合憲判決（最大判平成14年2月13日民集56巻2号331頁）において、森林法違憲判決の判旨から「積極的」と「消極的」という文言を取り除いて引用したことで、学説上では規制目的二分論は放棄された、との観測も見られる。そして、財産権の規制が許されるかは、「規制の目的、必要性、内容、その規制によって制限される財産権の種類、性質及び制限の程度等を比較考量して判断」するべきものとされる（いわゆる「利益衡量論」）。

###### 「法律でこれを定める」の解釈
財産権の内容の規制の形式について憲法第29条第2項は「法律でこれを定める」としており命令による規制はできない。論点となるのは地方公共団体の自主立法である条例による規制である。憲法第29条第2項の文言や財産権が全国的な取引の対象となりうるものであることから、法律による委任がない限り条例による規制はできないとする否定説もある。しかし、多数説は肯定説に立ち、条例は地方議会という民主的基盤に立って制定されるもので法律と実質的には差異がなく、地方的な事情により地方公共団体が財産権を規制することが適切な場合にまで憲法が条例による規制を否定しているとはいえないとする。判例では、最高裁が奈良県ため池条例事件で「ため池の破損、決かいの原因となるため池の堤とうの使用行為は、憲法でも、民法でも適法な財産権の行使として保障されていないものであって、憲法、民法の保障する財産権の行使の埒外にある」とし「事柄によっては、特定または若干の地方公共団体の特殊な事情により、国において法律で一律に定めることが困難または不適当なことがあり、その地方公共団体ごとに、その条例で定めることが、容易且つ適切なことがある。」として条例による規制について肯定説をとっている（最大判昭和38年6月26日刑集第17巻5号521頁）。

##### 公用収用と正当な補償（29条3項）
憲法第29条第3項は「私有財産は、正当な補償の下に、これを公共のために用いることができる。」と規定する。
財産権の侵害に対する補償の基準は、財産権の規制内容についての二重の基準に対応する。
- 財産権に対する内在的制約ないし消極的目的での規制による場合には原則として損失補償を必要としない[15]。ただし、財産権の本質を奪うような場合や特定人に対して特別に財産上の犠牲を強いることになる場合には補償が必要となる場合がある[15]。
- 財産権に対する政策的制約ないし積極的目的での規制による場合には原則として損失補償を必要とする[15]。ただし、財産権に対する侵害が軽微な場合ないし一般的なものである場合には補償を必要としない場合がある[15]。

憲法第29条第3項の「正当な補償」の意味については、完全補償説、相当補償説、中間説がみられる。
- 完全補償説
  - 完全補償説とは、憲法第29条第3項の「正当な補償」として必ず完全の補償をしなければならないとする学説である[16]。
- 相当補償説
  - 相当補償説とは、憲法第29条第3項の「正当な補償」とは、公共の必要性、社会的・経済的事情などを考慮して決められる合理的な相当額であるとする学説である[16]。
- 中間説
  - 完全補償と相当補償は二者択一的ではないとして損失補償の原因となる財産権の侵害ごとに完全な補償を必要とする場合と相当な補償で足りる場合があるとする学説が有力になっている[16]。その分類の基準について学説は多岐にわたる。
  - 学説の傾向としては、特別の場合（農地改革や産業の国有化・社会化立法など社会変革を目的とする場合）を除き、国の通常の政策実現に際して生ずる損失の公平負担という見地からすれば、収用等の前後で財産的価値に増減がないということをもって正当な補償と考え原則完全補償をとるべきとみられるようになっている[16][17]。

判例では、最高裁は農地改革における農地買収の対価の合憲性について「憲法二九条三項にいうところの財産権を公共の用に供する場合の正当な補償とは、その当時の経済状態において成立することを考えられる価格に基き、合理的に算出された相当な額をいうのであって、必しも常にかかる価格と完全に一致することを要するものでない」と相当補償説の立場を示した（最大判昭和28年12月23日民集第7巻13号1523頁）。しかし、土地収用法による損失補償については最高裁は「土地収用法における損失の補償は、特定の公益上必要な事業のために土地が収用される場合、その収用によって当該土地の所有者等が被る特別な犠牲の回復をはかることを目的とするものであるから、完全な補償、すなわち、収用の前後を通じて被収用者の財産価値を等しくならしめるような補償をなすべきであり、金銭をもって補償する場合には、被収用者が近傍において被収用地と同等の代替地等を取得することをうるに足りる金額の補償を要する」と完全補償を必要としている（最判昭和48年10月18日民集第27巻9号1210頁）。
私有財産を公共のために用いることを定める法律が補償規定を欠いている場合をめぐって憲法第29条3項の法的性格に関する争いがある。
- プログラム規定説（立法指針説）
憲法29条3項はいわゆるプログラム規定であるとする学説。
- 違憲無効説
補償規定を欠く法律は憲法29条3項に照らして違憲無効であるとする学説。
- 請求権発生説
法律が補償規定を欠く場合には憲法29条3項に基づいて直接補償請求をすることができるとする学説。

判例では、最高裁が河川附近地制限令事件の判決で、河川附近地制限令第4条について「同条に損失補償に関する規定がないからといつて、同条があらゆる場合について一切の損失補償を全く否定する趣旨とまでは解されず、本件被告人も、その損失を具体的に主張立証して、別途、直接憲法二九条三項を根拠にして、補償請求をする余地が全くないわけではない」として憲法29条3項に基づいて直接補償請求をすることを認めた（最大判昭和43年11月27日刑集第22巻12号1402頁傍論）。この判決を契機に学説でも補償請求権を憲法上の具体的権利と解することが一般的に承認されるに至っている。
2007年10月1日より前に預けた定額郵便貯金（満期10年）は、満期から20年2カ月後までに払い戻しの請求などがないと権利が消滅する、この民営化前の定額貯金には適用される権利消滅を定めた旧郵便貯金法は、憲法第二十九条に違反している疑いがあるといえるだろう。